# صبحي خليل
صبحي خليل هو ممثل مصري قدم أكثر من 100 عمل فني أهمها دوره في مسلسل العار، بدأ مسيرته الفنية في ثمانينات القرن العشرين في مسلسل الإمام البخاري.

## أعماله

### أفلام
- 1989:صراع الأحفاد
- 1992:فارس المدينة
- 1993:وزير في الجبس
- 1994:قضية الأستاذ مُنجد
- 2008:حلم العمر
- 2008:حسن ومرقص
- 2010:الخطاف
- 2014:زجزاج
- 2019:دكتور بسبس
- 2020:الخطة العايمة

### مسلسلات
- 1982:الامام البخاري
- 1985:المرقش شاعر الحزن
- 1987:لا إله إلا الله الجزء الثالث
- 1990:صباح الخير يا جاري
- 1990:ألف ليلة وليلة: بدر باسم وجوهرة بنت السمندل
- 1991:البريمو
- 1992:حصاد الحب
- 1993:ليالي الغضب
- 1993:الوعد الحق
- 1994:سر الغائب
- 1994:بوابة الحلواني الجزء الثاني
- 1994:ان فاتك الميري
- 1994:المهر
- 1995:ليالي ذي الحجة
- 1995:في بيتنا رجل
- 1995:شيء في صدري
- 1995:ساكن قصادي الجزء الأول
- 1995:أولاد الأصول
- 1996:نوادر العرب
- 1996:الأبطال ج1
- 1997:بوابة الحلواني ج3
- 1997:المتهم البريء
- 1997:الدوغري 90
- 1998:لعبة وقلبت بجد
- 1998:السيرة الهلالية ج2
- 1998:الحساب
- 1998:الإمام الترمذي
- 1999:صدق الله العظيم ج2
- 1999:رائحة الورد
- 1999:افتح قلبك
- 2001:سوق العصر
- 2001:حمزة وبناته الخمسة
- 2001:السيرة الهلالية ج3
- 2002:وحلقت الطيور نحو الشرق
- 2003:ثورة الحريم
- 2004:محمود المصري
- 2004:المعمورة
- 2005:عائلة معجب العربية
- 2006:على باب مصر
- 2006:الحب بعد المداولة
- 2006:أحلام لا تنام
- 2007:يتربى في عزو
- 2007:قلب امرأة
- 2007:الدالي ج1
- 2007:الإمام الشافعي
- 2008:قلب ميت
- 2008:عزيز على القلب
- 2008:جدار القلب
- 2009:صبيان وبنات
- 2009:راجل وست ستات ج5
- 2009:حضرة الضابط أخي
- 2009:تاجر السعادة
- 2009:الرجل والطريق
- 2010:الفوريجي
- 2010:العار
- 2010:الجماعة ج1
- 2011:نور مريم
- 2011:كيد النسا ج1
- 2011:الريان
- 2013:القاصرات
- 2014:المرافعة
- 2014:ابن حلال
- 2015:ولاد السيدة
- 2015:شطرنج ج1
- 2015:شطرنج ج2
- 2015:أوراق التوت
- 2016:شهادة ميلاد
- 2016:سقوط حر
- 2016:أبو البنات
- 2017:الجماعة ج2
- 2018:كلبش 2
- 2018:الأب الروحي ج2
- 2020:لما كنا صغيرين
- 2020:عمر ودياب
- 2020:بخط الإيد
- 2021:المداح
- 2022:راجعين يا هوى
- 2022:بيت الشدة
- 2022:المداح ج2: أسطورة الوادي
- 2022:الاختيار 3

## وصلات خارجية
- صبحي خليل على موقع IMDb (الإنجليزية)
- صبحي خليل على موقع قاعدة بيانات الأفلام العربية